# Lucas megye (Iowa)
Lucas megye az Amerikai Egyesült Államokban, azon belül Iowa államban található. Lakosainak száma 8634 fő (2020. április 1.). Lucas megye Marion, Wayne, Monroe, Appanoose, Warren, Clarke és Decatur megyékkel határos.

## Népesség
A megye népessége az elmúlt években az alábbi módon változott:
| Lakosok száma | 8896 | 8841 | 8769 | 8746 | 8682 | 8634 |
|               | 2010 | 2011 | 2012 | 2013 | 2015 | 2020 |